# Cândido Padin
Dom Cândido Padin, OSB nascido Rubens Padin, (São Carlos, 5 de setembro de 1915 — São Paulo, 25 de janeiro de 2008) foi um monge beneditino brasileiro, bispo auxiliar da Arquidiocese do Rio de Janeiro e bispo diocesano de Lorena e Bauru, no estado de São Paulo.

## Biografia
Filho do imigrante espanhol Cándido Padín Perez e da imigrante italiana Paolina Velardo, graduou-se em Direito na Faculdade de Direito da Universidade de São Paulo, no Largo São Francisco (1934-1938). Estudou filosofia na Faculdade de São Bento em São Paulo. A teologia foi cursada em Três Poços (Rio de Janeiro) e em São Paulo. Tornou-se doutor em filosofia. Foi ordenado presbítero em 1946.
Foi um dos fundadores da Juventude Universitária Católica no Brasil.
Participou do Concílio Vaticano II.
Entre 1962 e 1965 foi bispo auxiliar de Dom Jaime Câmara no Rio de Janeiro. Neste período foi assistente nacional da Ação Católica brasileira. Em 1966 foi nomeado bispo diocesano de Lorena, onde permaneceu por quatro anos, até ser nomeado bispo diocesano de Bauru. Permaneceu nesta função até 1990, quando tornou-se bispo-emérito.
Na CNBB trabalhou no setor de comunicação social e de educação. Presidiu o Departamento de Educação do Conselho Episcopal Latino-Americano - CELAM (1967-1972). Foi consultor da Congregação para a Educação Católica, entre 1968 a 1973.
Em 1962, no governo João Goulart foi membro do Conselho Federal de Educação. Foi vice-reitor da Pontifícia Universidade Católica de São Paulo.
Fundou a Comissão de Justiça e Paz de Bauru.
Empenhado na causa da justiça e da promoção humana, foi um dos primeiros juristas a denunciar a inconstitucionalidade da Lei de Segurança Nacional durante o regime militar. Era considerado um bispo da ala progressista da Igreja Católica por seu engajamento social e político.
Após sua missão episcopal, em 2008 retornou ao Mosteiro de São Bento em São Paulo, onde faleceu por causas naturais.

## Prêmios
- Cidadão Bauruense - Câmara Municipal de Bauru.
- Doutor “Honoris Causa” - Universidade do Sagrado Coração.

## Publicações
- O problema do conhecimento em Demond Goblot (1942): tese de doutoramento
- O universo e o jornalista (1942)
- Objetivos da Orientação Educacional – CADES (1957)
- A doutrina da Segurança Nacional e a missão da Igreja (1973)
- Missão dos leigos cristãos – Missão da Igreja na perspectiva da libertação (1973)
- Dom Cândido Padin - Itinerário de uma vida (2001): autobiografia
- Globalização e fé
- Ética na Política (Código Internacional de Ética)
- A Conferência de Medellín - Renovação Eclesial